# Herb Zambrowa
Herb Zambrowa – jeden z symboli miasta Zambrów w postaci herbu przyjęty Uchwałą Rady Miejskiej nr 26/V/03 z 25 lutego 2003 roku.

## Wygląd i symbolika
Herb przedstawia czarną głowę żubra w czerwonym polu.
Odwołuje się on do przeszłości Zambrowa, gdyż w średniowieczu żubry żyły w okolicznych lasach. Także nazwa miasta związana jest z tymi zwierzętami, ponieważ pochodzi od rzeczownika ząbr, który to jest dawną formą wyrazu żubr.